# Малакян, Гор Шаваршевич
Гор Шава́ршевич Малакя́н (арм. Գոռ Շավարշի Մալաքյան; 12 июня 1994, Ереван, Армения) — армянский футболист, полузащитник клуба «Арарат» и сборной Армении. Младший брат Эдгара Малакяна.

## Клубная карьера
Гор Малакян, как и его брат — Эдгар Малакян, является воспитанником футбольной школы «Пюник». В 2010 году Малакян был заявлен за «Пюник-3», который выступал в первенстве Первой лиги. Проявив свои способности в юношеской команде, Малакян был переведён в следующем году в более взрослую — «Пюник-2».
С каждым годом Малакян прогрессировал в своём развитии, что послужило появлением его в основной команде в матчах Премьер-лиги. В первой игре против «Гандзасара», состоявшейся 14 сентября 2011 года, Малакян был заявлен на матч, но на поле не вышел, оставшись на скамейке запасных. В следующем матче, 1 октября, Малакян отметил свой дебют в элите, выйдя в матче против «Улисса» на 63 минуте, заменив Гагика Погосяна. В начале сезона 2012/13 открыл счёт голам за клуб, забив победный гол 5 мая 2012 года в матче против «Улисса». Малакян вышел на 56 минуте вместо Армана Мелконяна, а на 83 минуте при счёте 2:2 забил мяч, который принёс победу команде.
Летом Малакян дебютировал в еврокубках. В матче розыгрыша Лиги Европы 2012/13 против черногорской команды «Зета», вышел на 75 минуте вместо Гукаса Погосяна, закончившийся разгромом «Пюника».
В феврале 2016 года подписал трёхлетний контракт со «Сталью».

## Карьера в сборной
Начал свои выступления в самой юной сборной Армении. Дебютировал 22 октября 2010 года в матче против турецких юниоров, которую армяне проиграли со счётом 0:3. Сам Малакян отыграл полный матч. Спустя год дебют состоялся в сборной до 19. Вновь Малакян в дебютном игре вышел с первых минут и отыграл весь матч. Сам же матч стал победным, завершившемся 2:1. Своей надёжной игрой закрепил место в основном составе.

## Достижения
- Серебряный призёр чемпионата Армении: 2011
- Обладатель Кубка Армении: 2014
- Обладатель Суперкубка Армении: 2011

## Статистика
| Клуб             | Сезон            | Чемпионат | Чемпионат | Кубки | Кубки | Еврокубки | Еврокубки | Всего | Всего |
| Клуб             | Сезон            | Матчи     | Голы      | Матчи | Голы  | Матчи     | Голы      | Матчи | Голы  |
| ---------------- | ---------------- | --------- | --------- | ----- | ----- | --------- | --------- | ----- | ----- |
| Пюник-3          | 2010             | 10        | 0         | -     | -     | -         | -         | 10    | 0     |
| Всего            | Всего            | 10        | 0         | —     | —     | —         | —         | 10    | 0     |
| Пюник-2          | 2011             | ?         | 3         | -     | -     | -         | -         | ?     | 3     |
| Всего            | Всего            | ?         | 3         | —     | —     | —         | —         | ?     | 3     |
| Пюник            | 2011             | 5         | 0         | 3     | 0     | 0         | 0         | 8     | 0     |
| Пюник            | 2012/13          | 20        | 4         | 0     | 0     | 1         | 0         | 21    | 4     |
| Всего            | Всего            | 20        | 4         | 0     | 0     | 1         | 0         | 21    | 4     |
| Всего за карьеру | Всего за карьеру | 30        | 7         | 0     | 0     | 1         | 0         | 31    | 7     |